# Pilea macrocarpa
Pilea macrocarpa es una especie de planta del género Pilea, perteneciente a la familia Urticaceae.

## Taxonomía
Pilea macrocarpa fue descrita por Chia Jui Chen en 1982.

## Distribución
Se encuentra en el territorio del Tíbet.